# 隊
隊（たい）とは、軍隊や国家憲兵および軍事組織を起源にもつあるいは軍事組織に範をとった警察などの治安機関、同じく軍事組織を起源にもつあるいは軍事組織に範をとった消防機関などで使用される組織の単位である。その規模はアメリカ沿岸警備隊、フランス国家憲兵隊、警察予備隊や保安隊のように一つの政府機関単位や後述のように2名以上の人間が集まった集団を指すなど、大小さまざまである。
また民間においても探検隊や捜索隊や登山隊などいわゆるパーティ（party）の日本語訳としても使用される。英語訳では前述のpartyをはじめ、Force、Command、Squadron、Group、Service、Troop、Unitと様々でありその規模や階位及び文脈で用法は異なる。

## 陸上自衛隊
陸上自衛隊における隊とは連隊、大隊、中隊などに当てはまらない部隊に用いられる部隊単位の一つである。また隊員2名以上の集団をもって部隊とする最低限度の単位でもある。部隊名に数字が充てられている場合、3桁は方面直轄部隊（独立部隊）等、2桁は師団・旅団隷下として編成される事が多く、3桁の場合百の位が1で構成される部隊は大隊規模かつ2等陸佐が指揮官、百の位が3で構成される部隊は中隊規模で3等陸佐または1等陸尉が指揮官の部隊編成がとられている例が多い（例：101○○隊=部隊長は2等陸佐、301○○隊＝部隊長は3等陸佐）。

### 隊編成の基準
1等陸佐が隊長の隊編成部隊は部隊機能に応じて以下に大別される。
甲主として部隊機能が団に準じた編成の部隊
乙主として部隊機能が連隊に準じた編成の部隊
丙主として部隊機能が大隊に準じた編成の部隊

### 団相当の隊編成
以下は部隊規模が「団」に準ずる部隊編成を持つ部隊だが1等陸佐（一）が指揮官の部隊
- 方面後方支援隊：1～3個全般支援大隊および数個の直接支援大隊（中隊・隊）と1等陸佐（二）が指揮官の方面輸送隊を隷下に置くなど規模的に団に準じた編成を持つ。

### 部隊長を将補若しくは1佐の編成を持ち、部隊規模が連隊等に準ずる編成を持つ部隊
- 中央業務支援隊・中央情報隊・中央会計隊：将補（二）。
- 中央輸送隊：1等陸佐（一）（駐屯地管理業務及び会計隊業務・駐屯地司令職務を兼任するため）。
- 駐屯地業務隊：方面総監部、師団・旅団司令部所在駐屯地は1等陸佐（二）、その他の駐屯地は1等陸佐（三）または2等陸佐。
- 方面衛生隊：2等陸佐が指揮する1個野外病院隊と3等陸佐が指揮する1個救急車隊を隷下に置き、規模が連隊に準じた編成を持つ、隊長は1等陸佐（二）。
- 中央特殊武器防護隊：大隊規模の特殊武器防護隊を2個隷下に保有している、指揮官は1等陸佐（二）。
- 方面航空隊：1等陸佐（三）若しくは2等陸佐が指揮する飛行隊を複数隷下に置いている。北部・東部方面航空隊長は1等陸佐（一）、その他は1等陸佐（二）。
- 第12ヘリコプター隊・第15ヘリコプター隊：2個飛行隊を編制。隊長は1等陸佐（三）。
- 輸送航空隊：3個飛行隊、1個航空野整備隊を編制。隊長は1等陸佐（駐屯地司令を兼補）。
- 方面情報隊：指揮官は1等陸佐（二）。
- 離島警備隊（対馬、奄美、宮古、八重山）：有事の際の増強等指揮統制において必要に応じて増強部隊を隷下に戦闘団編成を組む必要があるため1等陸佐（二）が充てられている。
- 旅団後方支援隊：1等陸佐（二）、旅団隷下部隊に関しては1等陸佐（三）。
  - 方面指揮所訓練支援隊：1等陸佐（二）・原則として連隊長職経験者が補職される。
  - 陸曹教育隊：部隊規模は大隊に準ずるが、隊は1等陸佐（三）。
  - 師団後方支援連隊隷下の衛生隊：規模が中隊（乙）編成の治療隊と1個救急車小隊を隷下に持ち指揮官が2等陸佐であるため。
- 特科教導隊：大隊を編成せず、隊が射撃中隊を直接指揮する。5個射撃中隊および1個情報中隊基幹（2～3個大隊規模）。指揮官は1等陸佐（二）。
- 第102高射特科隊：第7高射特科群第348高射中隊から増強改編。2等陸佐（駐屯地司令兼補）
- 西部方面戦車隊：2個戦車中隊基幹。1等陸佐（二）・駐屯地司令兼補。

### 大隊若しくはそれに準ずる規模を持つ隊編成
- 方面情報処理隊：2等陸佐。
- 第5戦車隊：第5戦車大隊から縮小改編。
- 第11戦車隊：第11戦車大隊から縮小改編。
- 偵察隊：3個偵察小隊を基幹とし、中隊規模の編成であるが隊長は2等陸佐が充てられる。
- 対戦車隊、対舟艇対戦車（中）隊：人員や装備等は普通科連隊対戦車中隊とほぼ同じか上の規模である（方面直轄・師団隷下の隊長は2等陸佐、旅団隷下は3等陸佐が中隊長に指定される）。
- 施設隊：北部方面施設隊第13施設隊（廃止）のように群編制（6個施設中隊）から隊編制（3個施設中隊）に縮小されたものや、3個施設小隊を隷下に持ち中隊規模ながら2等陸佐の隊長を指揮官とする第1施設団隷下の第307施設隊など、種類は多岐にわたる。
- 師団・旅団飛行隊：本部班の他には1～3個飛行班と整備班・後方班など隷下を班編制としているが、部隊運用の特性上2等陸佐が指揮官である。
- 師団隷下の部隊
  - 師団化学防護隊：隊長の補職階級は2等陸佐（隊旗は2本線）
  - 師団特殊武器防護隊：3個小隊を基幹部隊として編成、隊長は2等陸佐
- 旅団隷下の部隊
  - 旅団後方支援隊隷下の輸送隊・衛生隊

### 中隊以下の隊
- 教育隊：人員は30名程度で、小隊より大きいが中隊より小規模の部隊である。臨時に新隊員教育を担当するものにあってはその都度編成され本部要員（隊長および運用訓練幹部）は連隊であれば連隊本部等から、区隊長・助教要員は隷下部隊および他部隊等からの差し出しによって編成される。
- 会計隊：人員は駐屯地の規模により異なるが、車両を有するため中隊規模として扱われる。
- 旅団化学防護隊（廃止された部隊）：人員は十数名、指揮官は1等陸尉若しくは2等陸尉[1]で基本的に旅団司令部付隊の隷下として編成され、隊旗を授与されているのは11旅団等の一部のみ、通常は旅団司令部付隊化学防護小隊として小隊規模の運用形態が編成されていた。
- 戦砲隊：陸上自衛隊の野戦砲部隊では、現在野戦砲5門を持つ特科中隊内に小隊結節は無く、代わりに砲1門とその操作要員から成る砲班5個と弾薬班で戦砲隊が編成されている。戦砲隊長には2等陸尉または3等陸尉が充てられている。

### その他の隊
- 国際活動教育隊：部隊規模は中隊以下の規模（隊本部と1個小隊のみで約90名）だが、駐屯地司令業務を兼任する関係から指揮官は1等陸佐（二）。
- 方面・師団・旅団音楽隊：指揮官は3等陸佐～2等陸尉。人員規模により一部編成が異なる

## 海軍
海軍における隊（Division）は、戦隊を分割した単位で、艦艇2-4隻で構成される単位。
日本海軍では駆逐隊（駆逐艦4隻）など戦隊を恒常的に分割した単位をこう呼んだ。
米海軍では恒常的な部隊として戦隊が最小で、任務に合わせて戦隊内の艦艇から構成した部隊のこと。日本海軍ではこれを小隊と呼んだ。